# آکیرا سکینه
آکیرا سکینه (انگلیسی: Akira Sekine؛ – ) صداپیشه اهل ژاپن بود. وی از سال ۲۰۱۴ میلادی تاکنون مشغول فعالیت بوده‌است.